# آمودریا (شهر)
آمودریا (به ترکمنی: Amyderýa، آمیٛ‌دریا) یک شهرک در ترکمنستان است که در استان لب آب واقع شده‌است. این شهرک در نزدیکی ساحل رود آمودریا واقع شده‌است.

## خصوصیات
آمودریا ۵٬۰۱۸ نفر جمعیت دارد و ۲۴۴ متر بالاتر از سطح دریا واقع شده‌است.